# Ami Chandra
Le pandit Ami Chandra est un enseignant, syndicaliste et homme politique fidjien. Il est considéré comme le « père des organisations syndicales » aux Fidji.

## Biographie
Né en Inde britannique, il est diplômé de l'université Gurukul Kangri (en) à Haridwar en 1922, et émigre aux Fidji en 1927 pour y diriger une école à Lautoka. Il y développe un large ensemble de méthodes d'enseignement scolaire du hindi, et est considéré comme un pionnier dans ce domaine ; ses manuels sont dès lors ceux utilisés dans les écoles fidjiennes,. En 1929, il est l'un des fondateurs, et le premier président, du Syndicat des enseignants des Fidji.
En 1947, le gouverneur colonial britannique des Fidji, Sir Brian Freeston, le nomme membre du Conseil législatif de la colonie pour une législature de trois ans. En 1948 il obtient un Master en sciences de l’éducation à l'université d'Auckland, en Nouvelle-Zélande. Il fonde et dirige par la suite une école à Samabula, dans la banlieue de Suva.
En 1952, le sous-secrétaire d'État aux Colonies du gouvernement travailliste britannique, John Dugdale, visite les Fidji, y rencontre les dirigeants des divers syndicats, et les persuade de former une fédération syndicale sur le modèle du Congrès syndical du Royaume-Uni. Le Syndicat des enseignants des Fidji est ainsi l'un des fondateurs du Congrès des travailleurs industriels des Fidji (Fiji Industrial Workers Congress, FIWC). Ami Chand ayant conseillé plusieurs autres syndicats fidjiens lors de leur formation et de leurs jeunes années, il est choisi comme président inaugural du FIWC,,,. Décrit comme le « père des syndicats » aux Fidji, il milite auprès du gouvernement colonial pour une augmentation des plus bas salaires pour faire face à l'inflation des prix, la création d'établissements supérieurs de formation technique pour que les travailleurs puissent avoir accès à de meilleurs emplois, l'instauration d'aides financières aux personnes infirmes ou âgées, et la construction en grand nombre de logements pour les travailleurs. Il est respecté de tous pour son intégrité, son dévouement, mais aussi son sens du compromis et sa capacité à être entendu par les employeurs et par le gouvernement.
En 1954, le gouvernement fidjien lui remet une bourse devant lui permettre de passer quatre mois au Royaume-Uni et y étudier à la fois les méthodes pédagogiques locales dans les établissements d'enseignement secondaire et les activités et méthodes des organisations syndicales britanniques. Le 13 mars toutefois, l'avion de la British Overseas Airways Corporation qui l'emmène au Royaume-Uni s'écrase (en) à l'atterrissage à l'aéroport de Kallang (en) à Singapour. Ami Chandra est l'une des trente-trois victimes. Son corps est incinéré le 15 mars lors d'une cérémonie organisée par l'Association Ārya-Samāj de Singapour, à laquelle assistent le major Ratu Penaia Ganilau et plusieurs soldats du 1er bataillon du Régiment d'infanterie fidjien alors déployé à la lutte contre l'insurrection communiste malaise. Ses cendres sont ensuite rapatriées aux Fidji. Pour lui témoigner leur respect, les travailleurs affiliés au FIWC marquent cinq minutes de silence et d'arrêt de travail le 26 mars.